# Туруханский сельсовет
Туруха́нский сельсове́т — сельское поселение (муниципальное образование) в Туруханском районе Красноярского края Российской Федерации. Административный центр — село Туруханск.

## История
Статус и границы сельского поселения установлены Законом Красноярского края от 28 января 2005 года № 13-2925 «Об установлении границ и наделении соответствующим статусом муниципального образования Туруханский район и находящихся в его границах иных муниципальных образований»

## Население
| 2010  | 2012  | 2013  | 2014  | 2015  | 2016  | 2017  |
| ----- | ----- | ----- | ----- | ----- | ----- | ----- |
| 4763  | ↘4633 | ↘4485 | ↘4346 | ↘4313 | ↘4287 | ↗4289 |
| 2020  | 2021  |       |       |       |       |       |
| ↘4162 | ↘3225 |       |       |       |       |       |

## Состав сельского поселения
В состав сельского поселения входят 2 населённых пункта:
| № | Населённый пункт         | Тип населённого пункта       | Население |
| - | ------------------------ | ---------------------------- | --------- |
| 1 | Селиваниха               | деревня                      | 101       |
| 2 | Старотуруханск (до 2005) | деревня                      | 72        |
| 3 | Туруханск                | село, административный центр | ↘3178     |

До 2005 года в состав Туруханского сельсовета как административно-территориальной единицы входила деревня Старотуруханск (по другим данным, в Сургутихинский сельсовет).

## Местное самоуправление
Туруханский сельский Совет депутатов
Дата избрания: 13.09.2020. Срок полномочий: 5 лет. Количество депутатов: 11
Глава муниципального образования Туруханский сельсовет Туруханского района Красноярского края
- Кленавичус Алексей Анатольевич. Дата избрания: 19.02.2021. Срок полномочий: 5 лет